# Stínka mechová
Stínka mechová (Philoscia muscorum), známá také jako pruhovaná stínka,[zdroj?] patří mezi suchozemské stejnonožce z čeledi Philosciidae. Jedná se o běžný druh korýše vyskytující se především v Evropě, ale také na dalších kontinentech.

## Popis
Stínka mechová dosahuje délky těla přibližně 9–11 mm. Tělo je lesklé, hladké, většinou hnědé až červenohnědé, s černým pruhem táhnoucím se po celé délce hřbetu. Hlava je tmavší než ostatní části těla. Tykadlový bičík je tříčlánkový, což je charakteristický znak tohoto druhu. Tělo je výrazně pohyblivé a při ohrožení stínka rychle utíká, čímž se odlišuje od většiny jiných druhů stínek.

## Rozšíření a biotop
Stínka mechová je rozšířena po celé Evropě, od Skandinávie až po Středomoří, včetně České republiky. Obývá vlhké biotopy, jako jsou lesní podrost, zahrady, meze, okraje mokřin a břehy vodních toků. Často ji lze nalézt pod mechem, kůrou, v opadaném listí nebo ve ztrouchnivělém dřevě. Druh byl zavlečen také do Severní Ameriky, kde je hojný například v Nové Anglii, Pensylvánii nebo na území Kanady.

## Podobné druhy
Podobným druhem je Philoscia affinis, která se liší zejména světlejším zbarvením hlavy a absencí černého pruhu podél těla. Pro přesné určení je potřeba podrobné zkoumání sedmého páru nohou samců. Další podobný druh, Ligidium hypnorum, se odlišuje strukturou tykadlového bičíku, který je složen z více než tří segmentů.

## Taxonomie
Druh popsal v roce 1763 Giovanni Antonio Scopoli pod názvem Oniscus muscorum. Později byl zařazen do rodu Philoscia. Synonyma tohoto druhu zahrnují například Philoscia sylvestris nebo Philoscia marmorata.

### Poddruhy
Mezi uznávané poddruhy patří:
- Philoscia muscorum muscorum (Scopoli, 1763)
- Philoscia muscorum frigidana Verhoeff, 1928
- Philoscia muscorum marinensis Verhoeff, 1933

Některé dříve uváděné poddruhy, jako Philoscia muscorum triangulifera, jsou nyní považovány za samostatné druhy.